# Filialkirche Maria am Bichl

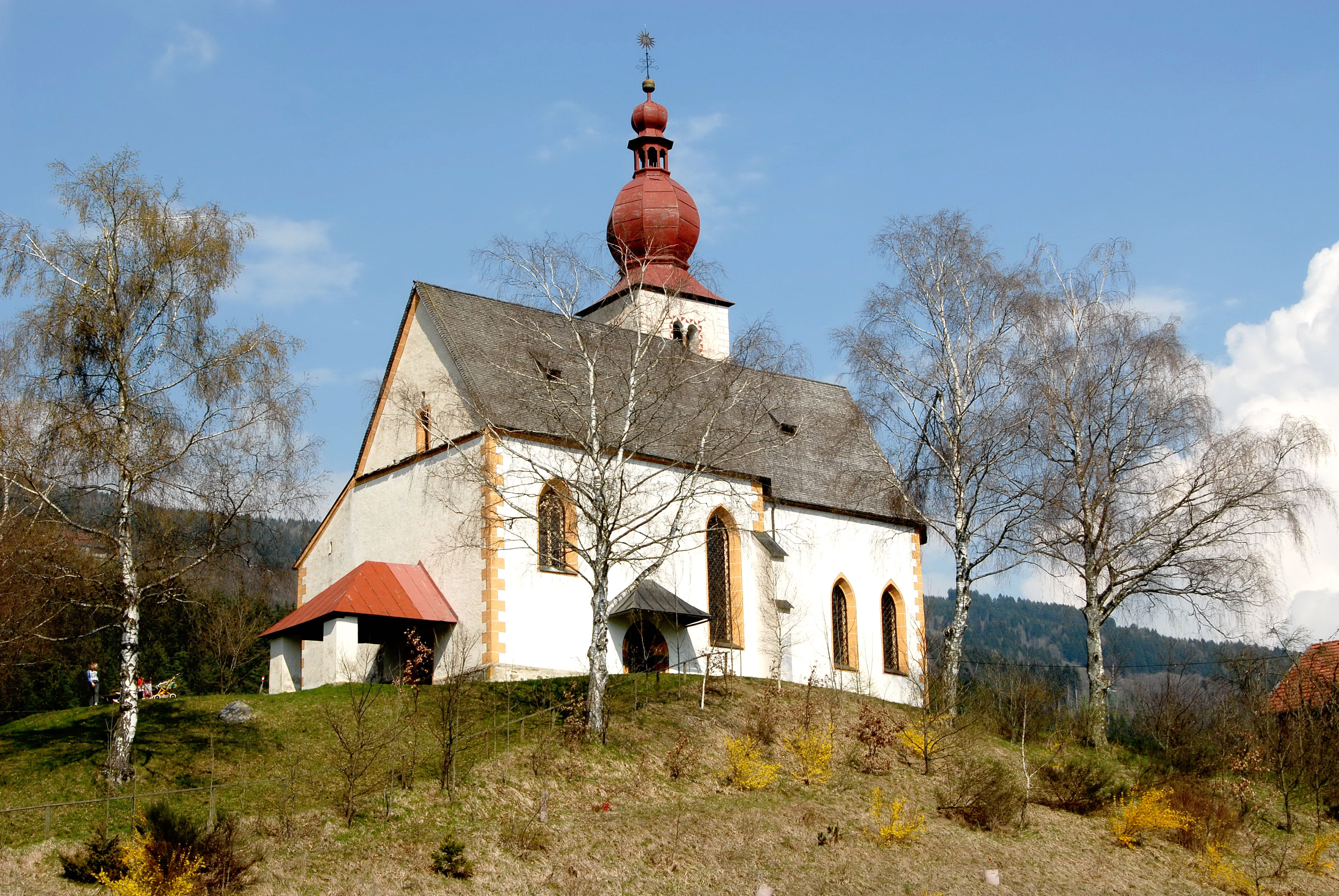
Filialkirche Maria am Bichl

Die römisch-katholische Filialkirche Maria am Bichl befindet sich auf einem Hügel am nördlichen Rand des Lurnfeldes westlich der Rotte Feicht (Gemeinde Lendorf). Sie wurde im Jahr 1390 erstmals urkundlich erwähnt. Der gegenwärtige, spätgotische Kirchenbau stammt vom Ende des 15. Jahrhunderts. Die Kirche steht unter Denkmalschutz (Listeneintrag).

## Gliederung
Das Langhaus der Kirche ist dreijochig und wird von einem zweijochigen, eingezogenen Chor mit 3/8-Schluss abgeschlossen. Im nördlichen Choreck befindet sich der Kirchturm mit Biforenfenstern als Schallöffnungen und einem Zwiebelhelm. Das dem Langhaus nördlich angebaute Seitenschiff weist zwei Joche auf. Der Chor und das Langhaus werden durch Lanzettfenster (mit neuer Verglasung) erhellt. An der Südseite befindet sich ein abgetreppter Strebepfeiler (zwischen Chor und Langhaus) sowie ein Seitenportal mit profiliertem Spitzbogen. Das nördliche Seitenportal ist vermauert. Der Haupteingang mit Vorhalle im Westen hat ein profiliertes Spitzbogenportal mit geradem Türsturz.

## Inneres
Chor und Langhaus werden von einem Netzrippengewölbe über halbrunden Vorlagen und Kapitellring überwölbt. Das Gewölbe des Chors ruht auf gekehlten Wandpfeilern und weist figürliche Schlusssteine auf. Im Eingangsjoch befindet sich eine gemauerte Empore über einer dreiteiligen, spitzbogigen Pfeilerarkatur. Die Empore wird von einem Sternrippengewölbe unterwölbt, das skulptierte Schlusssteine aufweist. In den Gewölbefeldern ist eine spätgotische Bemalung mit Blumen, Sternen und Rosetten. Die Brüstung zeigt ein Fischblasenmaßwerk. Im Mittelfeld befindet sich ein gemalter Engelskopf in Vierpassrahmung und Rollwerk, darunter die Jahreszahlen 1630 und 1523. An der Nordseite des Langhauses führen zwei hohe, spitzbogige Öffnungen ins zweijochige Seitenschiff mit einem Netzrippengewölbe im östlichen Joch. Eine eisenbeschlagene Tür führt durch ein profiliertes Spitzbogengewände in die Sakristei.

## Einrichtung
Der Hochaltar in Form einer strengen Säulenädikula stammt aus dem zweiten Viertel des 17. Jahrhunderts. Im durchbrochenen Rechteckfeld befindet sich eine Muttergottesstatue, im Aufsatz ein Bild der Heiligen Familie, in den Kartuschen bildliche Darstellungen des Pfingstwunders, der Himmelfahrt Christi, des Auferstandenen und der Marienkrönung.
Das Fastentuch aus der ersten Hälfte des 16. Jahrhunderts befindet sich im Diözesanmuseum Klagenfurt.